# 麻楞语
麻楞语(Maleng)是老挝和越南一种越语支语言。
麻楞语有一种他文语特色的4向音区系统。 （页面存档备份，存于）
“麻令”(Malieng)是哲语方言，和麻楞语(Maleng)无关(Chamberlain 2003, Sidwell 2009)。